# Matka Maria (film)
Matka Maria (ros. Мать Мария) – radziecki dramat wojenny z 1982 roku w reżyserii Siergieja Kołosowa. 
Film jest fabularyzowaną opowieścią biograficzną o Jelizawiecie Pilenko – rosyjskiej poetce emigracyjnej we Francji, mniszki i świętej cerkwi prawosławnej, działaczki społecznej, współpracowniczki francuskiego ruchu oporu podczas II wojny światowej.  

## Opis fabuły
Mniszka Maria – rosyjska emigrantka w przedwojennej Francji – ze wszystkich swoich sił i skromnych środków stara się wspierać emigrantów przedrewolucyjnej Rosji. Nie mają dla niej znaczenia ich zaopatrywania polityczne. Uważa, że bez względu na ustrój – carski czy "czerwony reżim" – wszyscy razem pochodzą z jednej, rosyjskiej ojczyzny. Przez lata swojego życia pomaga w równym stopniu białogwardyjskim emigrantom jak i bolszewickim uciekinierom z niemieckich stalagów. Wraz z wybuchem II wojny światowej Maria bierze aktywny udział w pomocy dla ruchu antyhitlerowskiego. Zdemaskowana i aresztowana przez Gestapo wraz z matką i synem, trafia do obozu koncentracyjnego (Ravensbrück). Ginie w marcu 1945 w komorze gazowej, na miesiąc przed wyzwoleniem obozu przez Armię Czerwoną. Chcąc ratować życie jednej ze swoich chorych współwięźniarek (matki trojga dzieci) wyznaczonej do komary gazowej, zamienia numery obozowe na drelichach swoim i jej, świadomie idąc na śmierć.

## Obsada aktorska
- Ludmiła Kasatkina – matka Maria
- Leonid Markow – Daniła Skobcow
- Igor Gorbaczew – Ilja Fondaminski
- Weronika Połonska – Sofia Pilienko
- Jewgienija Chanaiewa – madame Langeais
- Wacław Dworzecki – Borys Nikołajewski
- Aleksandr Timoszkin – Jura
- Natalja Bondarczuk – Nina
- Aleksandr Lebiediew – Anatolij
- Walerij Zołotuchin – jeniec
- Michaił Nieganow – jeniec
- Ģirts Jakovļevs – "Gaston"
- Jurij Katin-Jarcew – kniaź
- Ałła Majkowa – Annette
- Pēteris Gaudiņš – Boris Vildé
- Władimir Soszalski – robotnik
- Wiktor Szulgin – robotnik
- Tamara Jarenko – kniachini

i inni. 

## O filmie
Matka Maria był kolejnym dziełem (ósmym) małżeńskiej pary: Siergieja Kołosowa (reżyseria i scenariusz) i Ludmiły Kasatkinej (główna rola). Film bazuje na faktach i przedstawia wiele autentycznych postaci, chociaż obecnie, cerkiew prawosławna oficjalnie kwestionuje wiele scen z życia mniszki w nim ukazanych, jako wyidealizowanych lub legendarnych (między innymi jej śmierć poprzez ofiarowanie się za współwięźniarkę). 
Przygotowując się do roli prawosławnej mniszki, Kasatkina krótki okres spędziła wraz z mężem w Monasterze Piuchtickim w Estonii.
W 1983 roku film brał udział w konkursie głównym o nagrodę Złotego Lwa na 40. MFF w Wenecji.
W Polsce film miał swoją uroczystą premierę w kwietniu 1983 roku, podczas "Wiosennych Spotkań z Filmem Radzieckim" – imprezy odbywającej się równolegle w Warszawie, Gdańsku i Olsztynie. Na premierze warszawskiej obecni byli reżyser filmu Siergiej Kołosow i odtwórczyni tytułowej roli Ludmiła Kasatkina. Obraz zyskał sobie bardzo przychylne opinie krytyków. Niedługo później film został skierowany do dystrybucji kinowej. 